# Claude Antoine Compère
Claude Antoine Compère (Chalons-sur-Marne, 21 maggio 1774 – Borodino, 7 settembre 1812) è stato un generale francese, venne ucciso nella Battaglia di Borodino. Egli era il fratello del generale Louis Fursy Henri Compère (1768–1833).
È una delle 660 personalità il cui nome compare sotto Arco di Trionfo.